# Mistrzostwa Azji w Piłce Siatkowej Kobiet 1995
VIII Mistrzostwa Azji w piłce siatkowej kobiet odbyły się w 1995 roku w Chiang Mai w Tajlandii. W mistrzostwach wystartowało 8 reprezentacji. Mistrzem została reprezentacja Chin - po raz szósty w historii. W mistrzostwach nie zadebiutowała żadna reprezentacja.

## Klasyfikacja końcowa
| Miejsce | Reprezentacja    |
| ------- | ---------------- |
|         | Chiny            |
|         | Korea Południowa |
|         | Japonia          |
| 4.      | Chińskie Tajpej  |
| 5.      | Tajlandia        |
| 6.      | Australia        |
| 7.      | Nowa Zelandia    |
| 8.      | Filipiny         |